# سلیمان کندی (شوط)
سلیمان کندی (شوط) روستایی از توابع دهستان قره‌قویون جنوبی بخش قره‌قویون شهرستان شوط در استان آذربایجان غربی کشور ایران است.  سلیمان کندی ۵۴۲ نفر جمعیت دارد.